# Google Sitemaps
Google Sitemaps é um dos vários serviços que a empresa Google fornece a seus usuários.
Com ele você pode consultar de forma fácil e rápida as estatísticas de indexação do seu site, taxa de rastreamento, o pagerank de suas páginas e também a estatística de pesquisa, que lista os itens mais pesquisados no Google que levam os usuários até as suas páginas na web.
Um das especificações é a de que  as URLs devem estar codificadas em UTF-8 e não devem ser maiores que 10 MB, ou possuir mais de 50 000 URLs, mas as URLs podem ser compressas no formato gzip.